# Thalassocalyce
Thalassocalyce is een geslacht van ribkwallen uit de klasse van de Tentaculata.

## Soort
- Thalassocalyce inconstans Madin & Harbison, 1978